# Alfonso Manrique de Lara y Solís
Dom Alonso ou Alfonso Manrique de Lara y Solís (Segura de León, 1471 ou 1476 - Sevilha, 28 de setembro de 1538) foi um cardeal espanhol, arcebispo de Sevilha e Inquisidor-geral da Espanha.

## Biografia
Era filho de Rodrigo Manrique de Lara, 1.º Conde de Paredes de Nava, com sua terceira mulher, Elvira de Castañeda, Senhora de Rielves. Obteve seu doutorado na Universidade de Salamanca. Foi arquidiácono de Toro. Mesmo sendo um religioso, teve vários filhos: Rodrigo Manrique, Guiomar Manrique e o também inquisidor-geral Jerónimo Manrique de Lara.

## Episcopado
Foi nomeado bispo de Badajoz em 6 de setembro de 1499, tomando posse diocesana em 30 de outubro. Em 1504, a Rainha Isabel de Espanha morreu e o bispo ficou do lado de Filipe da Áustria, contra o rei Fernando I de Espanha, que não esqueceu a sua ação. Mais tarde, o bispo favoreceu o príncipe Charles da Áustria, futuro rei Carlos I de Espanha e Santo Imperador Romano-Germânico, filho do Arquiduque Felipe, neto de D. Fernando. O rei prendeu o bispo em Asturias, quando ele tentava fugir disfarçado de comerciante, sendo colocado sob a guarda do arcebispo de Toledo.
De acordo com uma comissão obtida a partir do papa, quando um tratado a respeito da administração dos estados do Príncipe Charles foi assinado por D. Fernando e o Sacro Imperador Maximiliano I, ambos os avós do príncipe Charles, o bispo recuperou sua liberdade e foi para a corte do príncipe no Países Baixos.
Quando o rei Fernando I de Espanha morreu, D. Manrique fez parte da embaixada que levou a notícia da morte para o príncipe Charles e celebrou o funeral do rei morto na presença do príncipe. Transferido para Sé de Córdoba, em 18 de agosto de 1516. Promovido a arcebispo metropolita de Sevilha em 31 de agosto de 1523. Tornou-se membro do Conselho Real e Inquisidor-geral da Espanha, em 10 de setembro de 1523, sucedendo ao cardeal Adriano de Utrecht, Bispo de Tortosa, recém-eleito Papa Adriano VI.

## Protestantismo
Durante seu mandato inquisitorial, a ameaça de Lutero se estendia pela Europa e o Papa Leão X tratava de atacá-la. Na Espanha, o encarregado de atacar estas heresias foi o Santo Ofício.
As opiniões de Calvino e Ulrico Zuínglio chegaram à Espanha e Carlos I, junto com os inquisidores, decidiu vigiar a publicação de qualquer escrito contra as obras reformistas. Organizada pela inquisição, fez uma recompilação desses textos, publicada em 1539.
Manrique publicou uma ordem dirigida aos inquisidores provinciais na que alentavam às delações para descobrir aos membros destas seita dos deixados.

## Mouros
A primeira conversão dos mouros estava mais leve, e parecia ser necessário revisar a situação, o qual foi feito com mais severidade e rigor que antes. Isso não foi feito com desmandos, sem que Manrique se opôs à perseguição indiscriminada, reservando os castigos só para os crimes mais graves.
Sem dúvida entre os novos convertidos, havia muitos que não professavam realmente a fé cristã, pelo que Manrique não teve mais alternativa que aplicar a lei com todas suas consequências, incluindo a prisão e a execução na fogueira.

## Cardinalato
Foi criado cardeal no consistório de 22 de fevereiro de 1531, pelo Papa Clemente VII. Recebeu o barrete cardinalício e o título cardinalício de cardeal-presbítero de São Calisto em 17 de abril. Em 12 de julho de 1532, optou pelo título de Santos XII Apóstolos. Faleceu vítima de uma queda de cavalo.